# Sideridis vindemialis
Sideridis vindemialis är en fjärilsart som beskrevs av Augustus Radcliffe Grote 1880. Sideridis vindemialis ingår i släktet Sideridis och familjen nattflyn. Inga underarter finns listade i Catalogue of Life.